# Abbaye du Ronceray d'Angers
L'abbaye  du Ronceray d'Angers est une abbaye située à Angers, dans le département français de Maine-et-Loire et la région des Pays de la Loire.

## Histoire de l'Abbaye

### Fondation
La charte de fondation de l’abbatia Beata Maria Caritatis (« abbaye Notre-Dame-de-la-Charité ») date de 1028. L'abbaye a été reconstruite de 1060/1070 à 1119. Sa fondation est attribuée à Hildegarde, deuxième épouse de Foulques III, comte d'Anjou.

### Nature des occupants
Le Ronceray est le seul établissement monastique de femmes d'Angers, et l'un des plus importants du diocèse d'Angers avec l'abbaye de Fontevraud, Maison-mère de l’ Ordre de Fontevraud. Aujourd'hui, une partie de l'abbaye du Ronceray, dont le cloître, est occupée par les Gadzarts angevins, ceci depuis 1815.

### Évolution du vocable
Le vocable de « charité » vient de la légende de l'eulogie de Melaine de Rennes. Le nom commun de « Ronceray », utilisé par commodité, vient de ronces enlaçant le pied d'une statue de la Vierge retrouvée dans la crypte en 1527.

### Évolution du statut durant la période d'activité

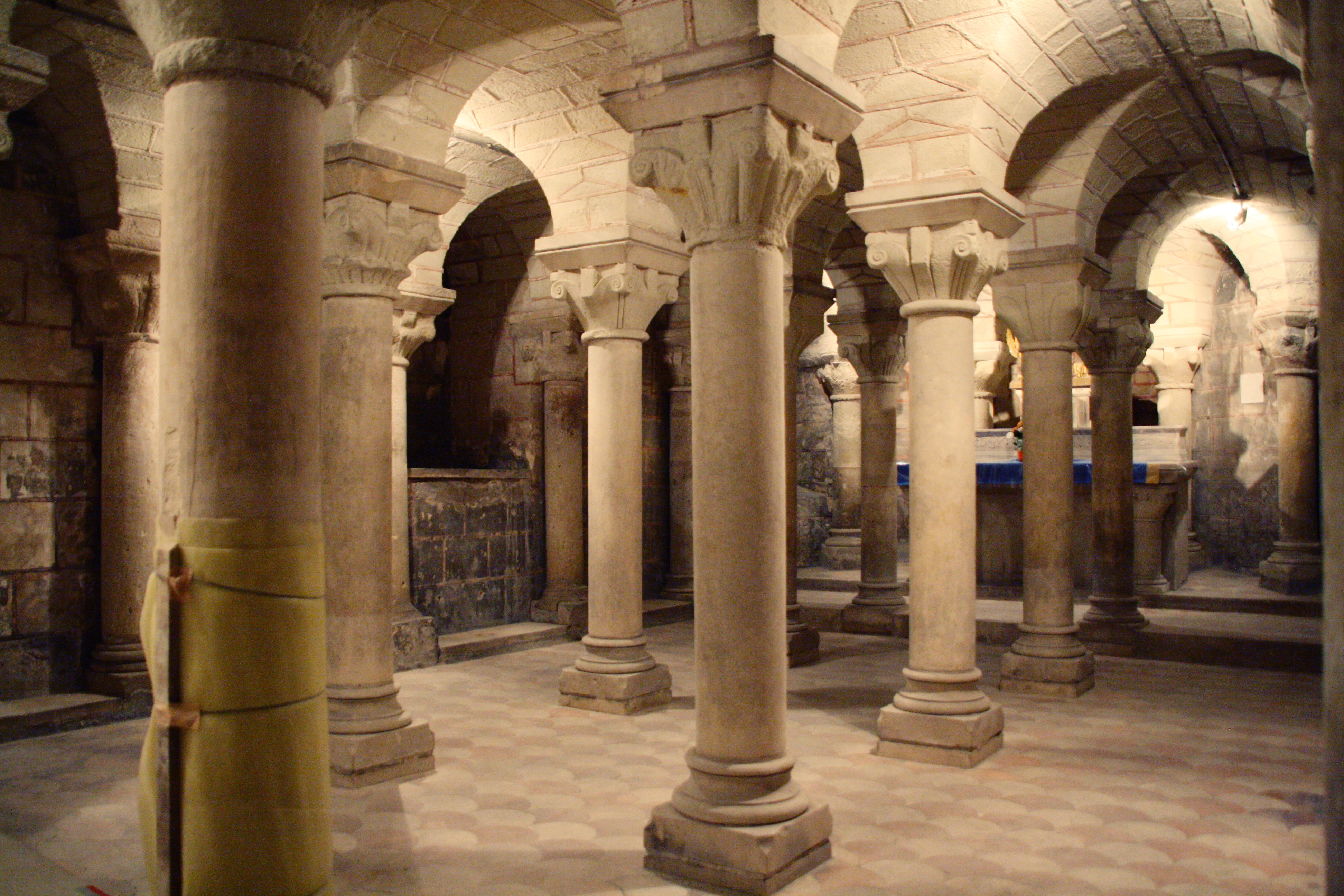
Crypte.

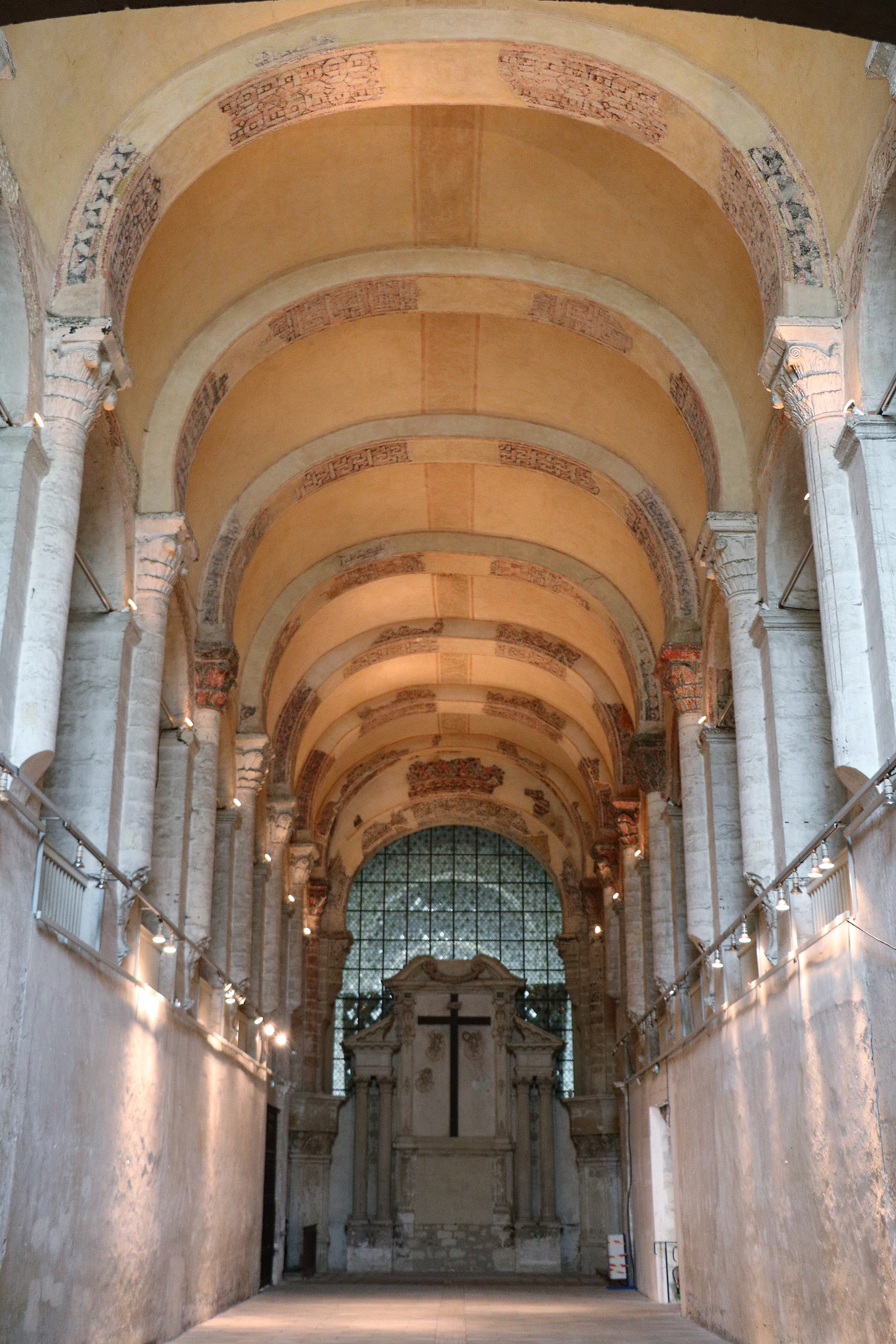
L'intérieur de l'église.

- L'abbaye n'a jamais changé de fonction durant sa période d'activité. Si l'abbatiale est utilisée par la Ville pour des expositions, les anciens bâtiments communs sont toujours occupés par des congrégations religieuses.
- Le cloître sert l'été de lieu de spectacles dans le cadre du festival d'Anjou.
- Cf. Église de la Trinité d'Angers.

L'abbaye compte sept prieurés : Courthamon, Seiches, Mareil, le Bourg-des-Moustiers, le Plessis-aux-Nonnains, Saint-Lambert-du-Lattay et Avénières, qui sont la propriété des religieuses de l'abbaye du Ronceray .

### Protection
L'église fait l'objet d'un classement au titre des monuments historiques depuis 1840, la porte monumentale sur la rue de la Censerie est inscrite monument historique depuis le 17 avril 1931. Les façades et toitures des bâtiments des XVIIe et XVIIIe siècles, les galeries du cloître, le grand escalier, le cabinet aux cloisons de bois peintes de l'abbesse Anne de Belzunce avec l'escalier de bois à balustres qui y donne accès ont été classés le 30 juin 1990. Le restant des intérieurs des bâtiments conventuels des XVIIe et XVIIIe siècles ont été inscrits le 30 juin 1990.

## Liste des abbesses et prieures
(liste partielle)
- v.1028-v.10?? : Léoburgis, Lietburgis ou Letburgis, première abbesse.
- 10??-10?? : Bertrade.
- 1062-1073 : Beliarde de La Jaille-Yvon. Elle est la fille de Yvon de La Jaille, seigneur de La Jaille-Yvon.
- 10??-10?? : Ascelina Brunon. Elle est la sœur de l'évêque d'Angers, Eusèbe Brunon.
- 10??-10?? : Hiltrudis. Elle est prieure d'Avenières avant de devenir abbesse du Ronceray.
- 1073-1103 : Richilde.
- 1104-1120 : Tetburgis.
- 1120-1123 : Mabilia.
- 1123-1125 : ?
- 1125-1133 : Audeburgis ou Hildeburgis.
- 1133-1137 : ?
- 1137-1142 : Théophanie I.
- 1142-1145 : Emma I de Cholet.
- 1145-1152 : Pétronille.
- 1152-1154 : Hersendis ou Hersende I.
- 1154-1163 : Théophanie II.
- 1163-1190 : Emma II (ou Jeanne) de Laval. Elle est la fille de Guy II, seigneur de Laval, et d'Emma de Normandie.
- 1190-1196 : ?
- 1196-1220 : Hersendis ou Hersende II de Sablé. Elle est prieure d'Avesnières avant 1190. Elle est la fille de Robert, seigneur de Sablé, et d'Hersende.
- 1220-1225 : ?
- 1225-1230 : Théophanie III.
- 1230-1232 : Louise de Brienne-Beaumont. Elle est la fille de Louis de Brienne, vicomte de Beaumont, et de Marie de Craon.
- 1232-1239 : ?
- 1239-1243 : Agnès I de Roorta.
- 1244-1258 : Alice de La Roche.
- 1258-1267 : ?
- 1267-1284 : Aliénor I Honnome.
- 1284-1303 : ?
- 1303-1324 : Aliénor II de la Roche-Sibilen.
- 1324-1337 : Aliénor III Riboul.
- 1337-1363 : ?
- 1363-1380? : Théophanie IV de la Suarde.
- 1380?-1418 : Isabelle I de Ventadour.
- 1419-1421 : Agnès II de la Bodière.
- 1421-1450 : Marguerite de Couesmes. Elle est la fille de Jean de Couesmes, seigneur de Lucé, et de Jeanne de Rieux.
- 1450-1455 : Philippe du Bellay. Elle est la fille de Hugues, seigneur de Langey, et d'Isabeau de Montigny, dame de La Jousselinière.
- 1455-1476 : Aliénor IV de Champagne.
- 1476-1486 : ?
- 1486-1493 : Catherine de La Trémoille.
- 1493-1499 : Renée Sarazin.
- 1499-1504 : Catherine II de Tonnerre.
- 1505-1518 : Isabelle ou Isabeau de La Jaille.
- 1519-1529 : Françoise I de la Chapelle-Rainsouin.
- 1529-1549 : Françoise II Auvé.
- 1549-1553 : ?
- 1553-1555 : Anne I de Montmorency. Elle est nommée par le roi Henri II. Elle est transférée abbesse de la Trinité de Caen en 1555. Elle est la fille d'Anne, 1er duc de Montmorency, et de Madeleine de Savoie-Tende.
- 1555-1573 : Jeanne de Maillé-Brézé.
- 1573-1586 : Yvonne I de Maillé.
- 1587-1646 : Simone de Maillé. Elle est la fille de Claude de Maillé, seigneur de Brézé, et de Robinette Hamon, dame de Bouvet.
- 1646-1650 : Yvonne II de Maillé. Elle est d'abord prieure d'Avenières. Elle est la sœur de la précédente.
- 1651-1666 : Antoinette du Puy.
- 1666-1682 : ?
- 1682-1701 : Charlotte I Catherine de Gramont. Elle est d'abord abbesse de Saint-Ausone d'Angoulême. Elle est fille d'Antoine, 1er duc de Gramont, et de Claude de Montmorency-Bouteville.
- 1701-1705 : Angélique de Quatrebarbes de La Rongère. Elle est la fille de René V de Quatrebarbes, seigneur de La Rongère, et de Jacqueline de Préaulx, dame de Beauvais.
- 1706-1709 : Françoise III Nompar de Caumont de Lauzun. Elle est fille de Gabriel Nompar de Caumont, comte de Lauzun, et de Charlotte de Caumont-La Force et la tante d'Anne II Marie-Louise de Belsunce de Castelmoron qui suit.
- 1709-1742 : Anne II Marie-Louise de Belsunce de Castelmoron. Elle est fille d'Armand, marquis de Belzunce, et d'Anne de Caumont de Lauzun et la nièce de Françoise III Nompar de Caumont de Lauzun, précédente abbesse.
- 1742-1762 : Charlotte II Antoinette de Canouville de Raffetot.
- 1762-1790 : Léontine d'Esparbès de Lussan Bouchard d'Aubeterre, dernière abbesse. Elle fut d'abord moniale de Sainte-Croix de Poitiers puis abbesse de Saint-Jeanne de Bonneval à Thouars avant d'arriver au Ronceray. Elle est la fille de Charles-Louis-Henri Bouchard d'Esparbès de Lussan, marquis d'Aubeterre, et de Marie-Anne Jay.

(source : Abbaye de Notre-Dame de la Charité ou du Ronceray ; par Dom Paul Piolin. 1879. p. 33.)

## Liste des religieuses célèbres
- 1112 - la fille du seigneur Bernard de Machecoul reçoit sa dot pour entrer à l'abbaye.